# 東パキスタン

東パキスタン
পূর্ব পাকিস্তান（ベンガル語）
مشرقی پاکستان（ウルドゥー語）
East Pakistan（英語）

国歌: তারানা-ই-পাকিস্তান（ベンガル語）
東パキスタンの地図

東パキスタン（ひがしパキスタン、East Pakistan）は、現在のバングラデシュ人民共和国の領土に1955年から1971年まで存在し、パキスタンに属していた地域である。インドおよびビルマとの国境とベンガル湾への海岸線に囲まれていた。この地をインドの西ベンガル州と区別する為、「パキスタンベンガル」と呼ばれていた。

## 歴史
東パキスタンはムハンマド・アリ・ボグラ首相の「One Unit計画」によって、東ベンガル州から改名された。
パキスタン憲法 (1956年)により、イギリス、属領および海外領土の立憲君主制から、イスラム共和制に改められた。ベンガル州の政治家H. S. Suhrawardyは、1956年から1957年の間、パキスタン首相を務めた。ベンガル州の官僚であるイスカンダル・ミールザーが、最初のパキスタンの大統領となった。
1958年のパキスタンのクーデターにより、アユブ・ハーン将軍が、イスカンダル・ミールザーに代わって大統領となって権力を握り、民主化運動の指導者に対する弾圧を開始した。カーンは、普通選挙権を廃止するパキスタン憲法 (1962年)を制定した。
1966年までに、ムジブル・ラフマンが優れたパキスタンの野党指導者として台頭し、自治と民主主義のためにシックスポイント運動を開始した。
1969年東パキスタン蜂起の影響もあり、アユブ・カーン政権が崩壊すると、ヤヤ・カーン将軍が大統領職を奪取し、戒厳令を敷いた。
1970年のボーラ・サイクロンは、大規模な自然災害であった。1970年、ヤヤ・カーンはパキスタン初の連邦総選挙を実施し、アワミ連盟が最大政党となり、パキスタン人民党が第二政党となった。軍事政権は選挙結果を受け入れず、市民の不服従、バングラデシュ大虐殺 (1971年)へと至り、インドの支援を得たバングラデシュ独立戦争により、東パキスタンはパキスタンから分離独立した。
東パキスタン州議会が立法機関であった。
東パキスタンの戦略的重要性のために、パキスタンは東南アジア条約機構のメンバーであった。東パキスタンの経済は1960年から1965年の間に、平均で2.6％成長した。パキスタンの輸出の大部分は東パキスタンからであったのにもかかわらず、連邦政府は西パキスタンに資金と外国からの援助の多くを投入した。一方で、アユブ・カーン大統領は、東パキスタンで著しい工業化を達成した。Kaptaiダムが、1965年に建設された。Eastern Refinery社が、チッタゴンに設立された。ダッカはパキスタンの第2首都と宣言され、国会議事堂の建設が計画された。政府はアメリカの建築家ルイス・I・カーンを雇い、ダッカの国会議事堂を設計させた。

## 独立の過程
ヘンリー・キッシンジャーは対中国交正常化に向け仲介役を果たしていたパキスタンがおこなっていた、東パキスタンにおける大規模なレイプや虐殺を外交面から援護したことにより、東パキスタンは後に独立を勝ち取ってバングラデシュとなったとされる。